# Asystasia glandulosa
Asystasia glandulosa är en akantusväxtart som beskrevs av Gustav Lindau. Asystasia glandulosa ingår i släktet Asystasia och familjen akantusväxter. Inga underarter finns listade i Catalogue of Life.